# Università statale di Economia dell'Azerbaigian
L'Università statale di Economia dell'Azerbaijan (in inglese: Azerbaijan State University of Economics; in azero Azərbaycan Dövlət İqtisad Universiteti) è un'università pubblica situata a Baku. È una delle più grandi istituzioni educative della Transcaucasia.

## Storia
Fu fondata nel 1930, con la riforma dell'università voluta dal governo comunista azero, con il distacco della facoltà di economia dell'Università statale di Baku.
Nel 1933 fu denominata Università socio-economica dell'Azerbaigian "Karl Marx" e cambiò più volte nome fino a quando nel 2000 ha avuto l'attuale denominazione.
Sezioni staccate dell'università sono state istituite nel 1993 a Derbent e nel 2016 a Zaqatala. Il rettore in carica è il professor Adalat Muradov.

## Attività
Al suo interno vi sono 14 facoltà, con 16.000 studenti iscritti,  e offre 57 master in diverse discipline, che impiegano più di 1000 unità di personale, tra cui 62 professori ordinari e 344 docenti.
L'ateneo è membro a pieno titolo dell'Associazione delle università europee, della Federazione delle università del mondo islamico, del Consiglio universitario dell'Organizzazione per la cooperazione economica del Mar Nero e dell'Associazione eurasiatica delle università. Ci sono anche 650 studenti universitari e dottori di ricerca provenienti da 10 paesi del mondo che seguono corsi in questa università.
Nel 2007 hanno iniziato a funzionare un centro bibliotecario e di informazione e un centro di orientamento per studenti, e inoltre è stato aperto un nuovo edificio educativo di 7 piani che soddisfa i più alti standard internazionali. Lo stesso anno ha ricevuto il premio "Qualità europea" e quello del "Club europeo dei rettori".
La direzione strategica di sviluppo dell'università portata avanti dai vertici dell'ateneo è stata quella di portare il sistema educativo agli standard internazionali, terminando il processo di accreditamento internazionale e garantendo la piena conformità con il Processo di Bologna sui sistemi di istruzione superiore dell'Unione europea.